# بطولة كرة القدم الألمانية 1905
بطولة كرة القدم الألمانية 1905 هو الموسم 3 من بطولة كرة القدم الألمانية ‏. أقيم خلال الفترة 9 أبريل 1905 وحتى 11 يونيو 1905، وأشرف على تنظيمه اتحاد ألمانيا لكرة القدم، وكان عدد الأندية المشاركة فيه 11، وفاز فيه بلو فايس برلين.